# Alex Stock
Alex Stock (* 17. März 1937 in Wellingholzhausen; † 17. Juli 2016 in Frechen) war ein deutscher katholischer Theologe.

## Leben
Alex Stock studierte von 1957 bis 1967 Philosophie und Theologie in Frankfurt am Main, Innsbruck, München und Würzburg. 1967 wurde er bei Karl Rahner SJ in Innsbruck mit der Arbeit Einheit des Neuen Testaments im Fach Fundamentaltheologie promoviert. 1967 wurde Stock zum Priester geweiht. Stock ging davon aus, dass es zu einem allgemeinen Laisierungsstopp unter Papst Paul VI. kommen würde und heiratete 1973. Der Ehe entstammt eine Tochter. Ende der 1970er-Jahre sollte ihm die Lehrerlaubnis entzogen werden. Stock weigerte sich aber in die Religionswissenschaft zu wechseln und durfte schließlich weiterhin Theologie lehren.
Von 1969 bis 1971 war Stock zunächst Dozent an der Pädagogischen Hochschule Weingarten, ab 1971 Professor für Theologie und ihre Didaktik an der Pädagogischen Hochschule Rheinland und seit 1980 Professor für Theologie und ihre Didaktik an der Universität zu Köln. 1998 errichtete er am Seminar für Theologie und ihre Didaktik bzw. am Seminar für Evangelische Theologie an der Universität zu Köln die Bildtheologische Arbeitsstelle, die er auch nach seiner Emeritierung 2002 weiterführte.
Alex Stock ist am 17. Juli 2016 in Königsdorf bei Köln gestorben.

## Wirken

### Bildtheologie und Bilddidaktik
Im Zentrum der Forschung und Lehre stand für Alex Stock seit Beginn der 1970er Jahre die wissenschaftliche Erforschung und die Vermittlung der bildenden Kunst als Kristallisationspunkt und Medium theologischer Auseinandersetzung. Dabei ging es ihm vor allem um die eigenständige Erkenntnismöglichkeit der Kunst für die Theologie. Dies zeigte Stock nicht nur an christlich-ikonographischer Bildwerken auf, sondern auch in Studien zu modernen und zeitgenössischen künstlerischen Phänomenen. Mit der Diathek der Bildtheologischen Arbeitsstelle, die über 7000 Dias und eine weit reichende Aufsatzsammlung umfasst, verfügte er über einen entsprechenden ikonografischen Fundus. Zusammen mit Reinhard Hoeps von der Universität Münster begründete Alex Stock die wissenschaftliche Reihe „IKON. Bild +Theologie“ (Schoening-Verlag).
Andreas R. Batlogg SJ schreibt in den Stimmen der Zeit:
„Was sich hinter dem Begriff „Bildtheologie“ verbirgt, war die Rehabilitation und Repristination des Bildes nach einem zweiten Bildersturm – der Sechzigerjahre, als Folge des Zweiten Vatikanischen Konzils. Die Liebe fürs Latein – Alex Stock hat mehrere kleine Publikationen zu Orationen vorgelegt – sollte nicht dazu verführen zu meinen, man habe es mit einem Konservativen zu tun gehabt. Alex Stock war in der Tradition der Kirche daheim. Er bewahrte und griff wieder auf – um zu retten. Um zu zeigen, dass die Tradition der Kirche – liturgisch, dogmatisch, kunsthistorisch – reicher ist als die von Traditionalisten dargebotene.“

### Poetische Dogmatik
Nach Georg Langenhorst ist Alex Stock einer der großen theologischen Brückenbauer zwischen Theologie und Kunst. Seine Poetische Dogmatik ist ein „einzigartiger Versuch, eine Dogmatik unter Berücksichtigung der Künste zu entwerfen, genialisch, aphoristisch, kreativ.“
Den widersprüchlich klingenden Namen seines Opus Magnums, der über 4000 Seiten umfassenden elfbändigen Poetischen Dogmatik, nennt er selbst ein „irritierendes Oxymoron“. Dieses Werk, das er Anfang 2016 vollendete, reicht von der Christologie über die Gotteslehre und die Schöpfungslehre bis zur Ekklesiologie. In der Poetischen Dogmatik erschloss Stock die literarischen, liturgischen und ikonischen Schatzkammern jüdischer und christlicher Tradition. Er bedachte sie systematisch-theologisch, entfaltete sie frömmigkeitsgeschichtlich und machte sie bildtheologisch anschaulich und fruchtbar. In der Vorrede zu seinem Werk schreibt Alex Stock:
„Der zwiespältige Titel ‚poetische Dogmatik‘ soll also nicht einen spielerischen Umgang mit der hochheiligen Tradition der Dogmen ankündigen, obwohl eine gewisse Leichtigkeit durchaus erstrebenswert erscheint. Er nimmt vielmehr sein Recht heraus, daß ein Moment des Poetischen den Gang der Arbeit im ganzen bestimmt,“ in der Auswahl der Quellen, im methodischen Vorgehen und in der Disposition des Ganzen. … Der schöpferische Reichtum der Tradition „entwickelt sich gerade da, wo der Antrieb der Religion über das konfessorisch Unabdingbare hinausgeht. Wer dies weitläufige, in Kammern verwinkelte Haus der christlichen Überlieferung schätzt und darin umherstreift, stößt auf Stücke, die ihn berühren, kann oft nicht sagen, warum genau, kann sie aufheben, ans Licht halten, ihnen Geltung ansinnen ohne zwingenden Beweis.“

### Liturgik und Hymnologie
Aus der Arbeit an der Poetischen Dogmatik mit seiner engen Verbindung der christlichen Bilderwelt mit Liturgie, Frömmigkeit und Kirchenlied haben sich zusätzliche Veröffentlichungen zur Liturgik und Hymnologie ergeben. Alex Stock setzte dabei Schwerpunkte bei Messliturgie und Stundengebet, dem deutschen Kirchenlied und dem Werk des niederländischen Theologen und Dichters Huub Oosterhuis.
Dass es Stock gerade auch mit seinen Büchern zur Liturgie und zu Hymnen über den kirchlichen Bereich hinaus gelungen ist, Interesse zu wecken, zeigt sich zum Beispiel, wenn Thomas Kapielski im Feuilleton der FAZ das Buch Lateinische Hymnen als „Gebrauchslyrik, die nach Höchstem strebt“, bezeichnet, die „seinen Rezensenten tagelang betörte ob seiner poetischen Schwebkraft“.
Nach Meinung von Dominik Terstriep SJ steht Stocks Projekt in folgendem Zusammenhang:
" Die gegenwärtige Identitätsverunsicherung westeuropäischer Christen ist evident, ebenso das neue Interesse für Riten, Liturgie, Zeichen und Bilder. Die ästhetische Dimension eröffnet manchem Zeitgenossen einen neuen Zugang zum Christentum. Stocks Poetische Dogmatik kann zur (Rück-)Gewinnung von christlicher Identität hilfreich sein, nicht aber im Sinn einer apologetischen Absicherung und eines ungebrochenen Anschlußes [sic!] an [...] vermeintlich gloriose Zeiten der Kirche. Er macht vielmehr das entschwundene Christentum ansehnlich, erschließt seine Liebenswürdigkeit und Schönheit (angeregt auch durch Ludwig Feuerbach), ohne jemandem seine  Wahrheit  andemonstrieren zu wollen."

## Auszeichnungen
- 8. November 2012: Ehrendoktorwürde der Theologischen Fakultät der Universität Luzern[9]

## Veröffentlichungen
- Bildtheologie und Bilddidaktik. Studien zur religiösen Bildwelt. Zusammen mit Manfred Wichelhaus. Patmos, Düsseldorf 1981, ISBN 978-3-491-78376-8.
- Gesicht, bekannt und fremd. Neue Wege zu Christus durch Bilder des 19. und 20. Jahrhunderts. Kösel, München 1990, ISBN 978-3-466-36192-2.
- Wozu Bilder im Christentum? Beiträge zur theologischen Bildtheorie. Als Herausgeber. EOS Verlag, St. Ottilien 1990, ISBN 978-3-8809-6286-6.
- Zwischen Tempel und Museum. Theologische Kunstkritik. Positionen der Moderne. Schöningh, Paderborn 1991, ISBN 978-3-506-78830-6.
- Hierhin, Atem. Zur poetischen Theologie von Huub Oosterhuis. Amsterdam 1994, ISBN 978-9-07162903-7.
- Keine  Kunst. Aspekte der Bildtheologie. Schöningh, Paderborn 1996, ISBN 978-3-506-70828-1.
- Poetische Dogmatik. Christologie.
  - Band 1: Namen. Schöningh, Paderborn 1995, ISBN 978-3-506-78831-3.
  - Band 2: Schrift und Gesicht. Schöningh, Paderborn 1996, ISBN 978-3-506-78832-0.
  - Band 3: Leib und Leben. Schöningh, Paderborn 1998, ISBN 978-3-506-78833-7.
  - Band 4: Figuren. Schöningh, Paderborn 2001, ISBN 978-3-506-78834-4.
- Poetische Dogmatik. Gotteslehre.
  - Band 1: Orte. Schöningh, Paderborn 2004, ISBN 978-3-506-71335-3.
  - Band 2: Namen. Schöningh, Paderborn 2005, ISBN 978-3-506-72945-3.
  - Band 3: Bilder. Schöningh, Paderborn 2007, ISBN 978-3-506-76449-2, Rezension.[10]
- Poetische Dogmatik. Schöpfungslehre.
  - Band 1: Himmel und Erde. Schöningh, Paderborn 2010, ISBN 978-3-506-76897-1.
  - Band 2: Menschen. Schöningh, Paderborn 2013, ISBN 978-3-506-77784-3.
- Poetische Dogmatik. Ekklesiologie.
  - Band 1: Raum. Schöningh, Paderborn 2014, ISBN 978-3-506-77999-1.
  - Band 2. Zeit. Schöningh, Paderborn 2016, ISBN 978-3-506-78537-4.
- Warten, ein wenig. Zu Gedichten und Geschichten von Johannes Bobrowski. Königshausen & Neumann, Würzburg 1991, ISBN 978-3-8847-9606-1.
- Geistliches Wunderhorn. Große deutsche Kirchenlieder. Als Herausgeber zusammen mit Hansjakob Becker,  Ansgar Franz, Jürgen Henkys, Hermann Kurzke, Christa Reich. Beck, München 2001, ISBN 978-3-406-48094-2.
- Bilderfragen. Theologische Gesichtspunkte. Schöningh, Paderborn 2003, ISBN 978-3-506-70250-0.
- Liturgie und Poesie. Zur Sprache des Gottesdienstes, Kevelaer 2010.
- Durchblicke. Bildtheologische Perspektiven. Schöningh, Paderborn 2011, ISBN 978-3-506-77119-3.
- Orationen. Die Tagesgebete im Jahreskreis neu übersetzt und erklärt von Alex Stock. Pustet, Regensburg 2011, ISBN 978-3-791-72378-5.
- Orationen. Die Tagesgebete der Festzeiten neu übersetzt und erklärt von Alex Stock. Pustet, Regensburg 2014, ISBN 978-3-791-72613-7.
- Orationen. Die Gabengebete im Jahreskreis neu übersetzt und erklärt von Alex Stock. Pustet, Regensburg 2016, ISBN 978-3-791-72826-1.
- Andacht. Zur poetischen Theologie von Huub Oosterhuis. EOS Verlag, St. Ottilien 2011, ISBN 978-3-8306-7503-7.
- Lateinische Hymnen. Herausgegeben, kommentiert und übersetzt von Alex Stock. Verlag der Weltreligionen, Berlin 2012, ISBN 978-3-458-70038-8.
- Morgen. Theologie einer Tageszeit. St. Ottilien 2016, ISBN 978-3-8306-7787-1.